# Scolomys melanops
Scolomys melanops es una especie de roedor de la familia Cricetidae.

## Distribución geográfica
Se encuentra sólo en Ecuador. 